# Меша
Меша (Меса, лат. Mesa), моавітський цар, який згадується в Біблії (2 Цар. 3:4), про якого до нас дійшов великий напис — один з найдавніших (IX ст. до н. е..) і найважливіших пам'яток семіотичної епіграфіки, відкритий німецьким місіонером Кляйном в 1868 році в Дібані (біблійний Дібон), місцевості на схід від Мертвого моря, в області стародавнього Моава. З 1958 року відомий також Напис з Ель-Керак, який імовірно теж відноситься до царя Меші.

## Стела Меші
Суперництво німців і французів призвело до того, що бедуїни розбили камінь на частини та поділили між собою, вважаючи, що він володіє чудодійними властивостями й приносить щастя власнику. Драгоманові французького консульства Клермону-Ганно, а потім англійському капітану Воррену з великими труднощами й за велику суму вдалося придбати у бедуїнів кілька великих і безліч дрібних фрагментів каменю. За допомогою естампажу, знятого за його дорученням одним арабом до руйнування каменю, Клермону-Ганно вдалося поєднати розрізнені фрагменти, відновити і розібрати велику частину напису. Його видання «La st èle de Mésa, roi de Moab» (П., 1870) стало першим з цілого ряду праць про цей давній текст; завдяки спільним зусиллям славнозвісних семітологів новітнього часу напис був ретельно і всебічно досліджений, і за ним визнано перше місце в ряді давньосеміотичних написів. 
Напис Меші (так звана «стела Меша») знаходиться в Луврі. Текст висічений на чорному базальті і має 34 рядки. В історичному відношенні напис Меші, проливаючи яскраве світло на взаємні стосунки Ізраїлю і Моава близько середини IX століття до н. е., представляє найважливіше документальне джерело доколонної епохи ізраїльської історії, що доповнює і підтверджує біблійну розповідь. У філологічному відношенні напис Меші є найвідомішою пам'яткою моавської мови. Напис з Ель-Керака занадто фрагментарний. У палеографічному плані напис Меші представляє одну зі стародавніх форм семітського алфавіту.

## Життєпис Меші
У частині, що дійшла до нас, Меша оповідає про свої війни з Ізраїлем, про свої перемоги, про завоювання ізраїльських міст Атарота, Нево і Ягацу, про свої будівництва, спорудження та інші діяння. Як видно зі згаданих в написі міст і місцевостей, велика частина яких зустрічається і в Старому Завіті, Меша завоював для свого народу територію на північ від Арнона, що служив протягом багатьох століть предметом суперечки між Ізраїлем і Моавом; він є, таким чином, відновником давніх кордонів Моава. 
Успіхи Меші викликали проти нього коаліцію з ізраїльського царя Йорама, юдейського — Йосафата та підлеглого останньому намісника Едома (Ідумеї). Про це, так само як і про подальшу долю Меші, ми дізнаємося з Біблії (2 Цар. 3:4); союзники обігнули Мертве море з півдня і, пройшовши Едомітську пустелю, вторглися в Моав з найменш захищеної сторони; розбивши на кордоні моавитян, вони спустошили країну й замкнули Мешу в гірській фортеці Кір-Харешет. Доведений до крайності, Меша зробив спробу пробитися з добірним загоном, але невдало; не бачачи жодного порятунку, він узяв сина свого, первістка і спадкоємця престолу, і на стіні фортеці, перед очима обложених та обложників, приніс його в жертву Кемошу, верховному богу Моава, щоб умилостивити його гнів. З розповіді Біблії незрозуміло, що сталося далі; там йдеться тільки про відступ союзників і зняття облоги. 
Відсутність у написі згадки про цей похід служило головною підставою, що змусила вчених відносити час спорудження цього пам'ятника до царювання Ахазії або до перших років Йорама, тобто до часу, що передував згаданому в Біблії поході. Ця думка, висловлена вже першими дослідниками напису, панує в науці й досі. Але в новітній час Клермон-Ганно звернув увагу на те, що реставрована ним стела Меші в її нинішньому вигляді, маючи приблизно ту ж саму ширину й товщину, як і єгипетські та ассирійські стели, що зберігаються в тому ж Луврі, значно нижча за них. Тобто вона, можливо, представляє лише верхню частину стели, яка в її первісному вигляді повинна була бути вдвічі вищою. 
Тож відсутня частина напису могла містити оповідання про похід проти Меші союзних царів, що підтверджується таким: 
1. Назва «Висота Порятунку», яку Меша дав пам'ятнику, спорудженому ним на честь Кемоша, містить прямий натяк на облогу союзниками Кір-Харешета і порятунок Меші від загибелі, що йому загрожувала;
2. на ті ж факти вказують і наведені в написі мотиви цієї споруди: «я спорудив висоту цю на честь Кемоша в Карху[2], Висоту Рятування, бо він (тобто Кемош) врятував мене від усіх царів[3] і дав мені насолоду бачити загибель всіх моїх ненависників»;
3. зазначені в перших двох пунктах назви й мотиви спорудження зведеного Мешею пам'ятника рішуче суперечать усьому змісту збереженої частини напису, яка оповідає тільки про перемоги та завоювання і нічого не говорить про порятунок Меші від великої небезпеки, що йому загрожувала.